# Declarația de independență a Statelor Unite ale Americii

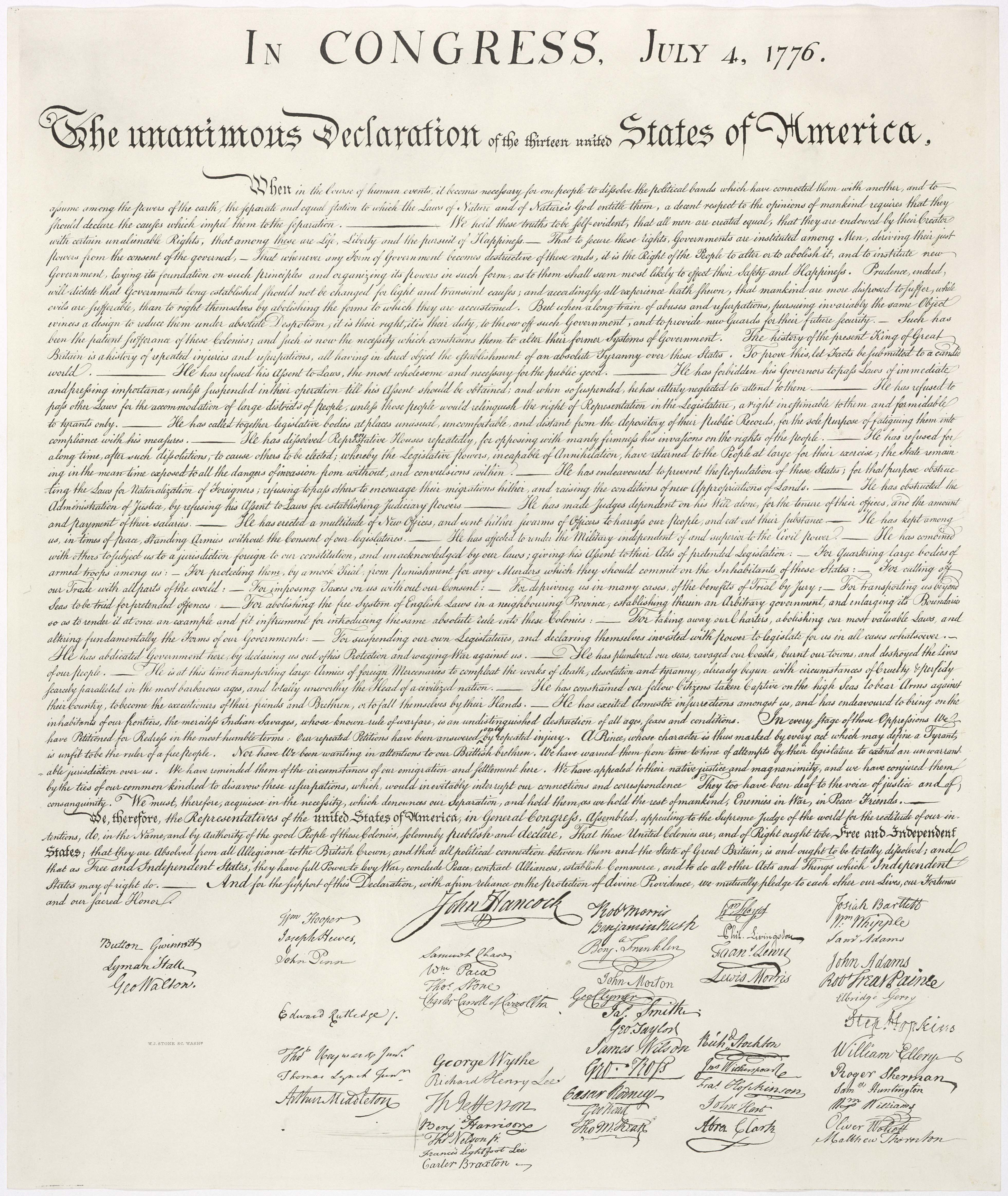
U.S. Declaration of Independence

Declarația de independență a Statelor Unite ale Americii  este un document prin care cele Cele treisprezece colonii ale Marii Britanii din America de Nord s-au declarat independente de Regatul Unit al Marii Britanii explicând totodată clar motivul pentru care au făcut-o.
Documentul a fost ratificat de Congresul Continental în ziua de 4 iulie 1776. Originalul semnat olograf de delegații Congresului se găsește expus permanent în clădirea Arhivelor Naționale (National Archives) din capitala Statelor Unite, Washington, D.C..

## Istorie

### Istoria conflictului Marea Britanie - Cele treisprezece colonii americane

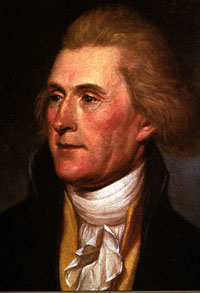
Thomas Jefferson este autorul primei schițe a Declarației de independență, făcând apoi corecțiile și schimbările cerute cu ajutorul lui Benjamin Franklin, John Adams și mai apoi cu întregul Congres Continental.

De-a lungul decadelor 1750 și 1760, relațiile dintre Regatul Marii Britanii și cele treisprezece din coloniile sale în America de Nord au devenit din ce în ce mai tensionate, până când, în ziua de 19 aprilie 1775, precedând cu peste un an Declarația de independență, războiul a izbucnit cu adevărat prin confruntarea militară cunoscută sub numele de Bătăliile de la Lexington și Concord (conform, Battles of Lexington and Concord).
Aceste bătălii, care au fost de fapt conflicte armate multiple la diferite scale, s-au desfășurat în aceeași zi, de 19 aprilie, în apropiere de Boston, cuprinzând o suprafață delimitată de localitățile Lexington, Concord, Lincoln, Menotomy (Arlington) și Cambridge, toate din același comitat, Middlesex County, Province of Massachusetts Bay. Aceste confruntări militare, ale căror efective participante de ambele părți au putut fi doar estimate, au produs următoarele victime exact numărate: 73 de morți, 26 de dispăruți și 174 de răniți de partea britanică, respectiv 50 de morți, 5 dispăruți și 39 de răniți de partea americană. Simultan, aceste bătălii multiple sunt considerate de către toți istoricii ca fiind începerea efectivă a Războiului Revoluționar American (1775 - 1783).
Deși inițial fusese prea puțină dorință de independență de partea americană și mult mai mult o puternică convingere că "jugul colonial" va fi "îmbunătățit," dacă americanii vor arăta că sunt gata să lupte pe viață și pe moarte, totuși în doar câteva luni, se va manifesta o creșterea exponențială a dorinței de a scăpa pentru întotdeauna de "tutela" Marii Britanii și, în același timp, o puternică manifestare a sentimentului de patriotism național.
Cel puțin două documente pot fi menționate aici de a fi contribuit decisiv la transformarea unor colonii de agricultori, meșteșugari și comercianți, care au avut prea puține legături puternice între ele, într-o viitoare națiune, având o clară conștiință colectivă și o dorință intensă de a fi independentă.
Primul este actul britanic puternic restrictiv, perceput de coloniști ca un act de opresiune, cunoscut sub numele de Intolerable Acts și care aproape a sugrumat auto-guvernarea coloniilor americane ale Angliei. Cel de-al doilea este minunatul pamflet a lui Thomas Paine, intitulat Common Sense, publicat în ziua de 10 ianuarie 1776, care a avut un puternic rol de galvanizare a minților, sufletelor și mândriei coloniștilor, dându-le tuturora impulsul esențial de a trece de la cântărirea pragmatică a șanselor și a avantajelor și/sau dezavantajelor la radicala atitudine exprimată hiper-sintetic de Patrick Henry, "Give me Liberty or give me Death", "Dați-mi Libertate(a) sau dați-mi Moarte(a)".

## Text
Prima frază a Declarației afirmă ca o chestiune de lege naturală abilitatea unui popor de a-și asuma independența politică și recunoaște că motivele unei asemenea independențe trebuie să fie rezonabile și, prin urmare, explicabile, de aceea trebuiau să fie explicate.
Următoarea secțiune, faimosul preambul, include ideile și idealurile care au stat la baza Declarației. Este de asemenea o afirmație a ceea ce este cunoscut ca „dreptul la revoluție” :
« Noi considerăm aceste adevăruri evidente, că toți oamenii sunt egali, că ei sunt înzestrați de Creator cu anumite Drepturi inalienabile, că printre acestea sunt Viața, Libertatea și căutarea Fericirii. Că, pentru a asigura aceste drepturi, Guverne sunt instituite printre oameni, izvorând puterile lor doar din consimțământul celor guvernați, Că atunci când orice Formă de Guvernare devine distructivă acestor scopuri, este dreptul poporului de a o modifica sau elimina, și să instituie nouă Guvernare, stabilindu-i fundația pe astfel de principii și organizându-i puterile în asemenea formă, încât să le pară lor cel mai probabil să producă Siguranță și Fericire. »

## Cei 56 de semnatari ai Declarației de Independență a Statelor Unite ale Americii
Următorii sunt cei 56 de semnatari ai Declarației de Independență, pe care toți au semnat-o în calitatea lor de delegați ai Congresului Continental din partea celor treisprezece colonii originare, care au devenit cele 13 state originare ale Statelor Unite ale Americii. Este demn de remarcat că toți erau oameni educați și avuți (printre ei se găseau 24 de juriști și avocați, 11 erau comercianți, iar 9 erau fermieri și deținători de plantații), absolut toți fiind cetățeni britanici. Când au afirmat solemn că "jurau cu viața, averea și onoarea lor", acești oameni erau pe deplin conștienți că riscau arestarea, confiscarea totală a averii și executarea prin spânzurătoare, care era în acele timpuri pedeapsa comună pentru orice act ce era considerat trădare de către coroana britanică.
Prima semnătură, cea mai mare și cea care a devenit de-a lungul timpului cea mai cunoscută a fost a lui John Hancock, președintele Congresului Continental. Doi viitori președinți ai Statelor Unite au semnat Declarația, John Adams, al doilea președinte și Thomas Jefferson, al treilea președinte. Cel mai în vârstă semnatar a fost Benjamin Franklin, la 70 de ani, în timp ce Edward Rutledge, la 26 de ani, a fost cel mai tânăr. 
- Delaware (3 semnatari) • Thomas McKean • George Read • Caesar Rodney
- Pennsylvania (9 semnatari) • George Clymer • Benjamin Franklin • Robert Morris • John Morton • Benjamin Rush • George Ross • George Taylor • James Smith • James Wilson
- Massachusetts (5 semnatari) • John Adams • Samuel Adams • John Hancock • Robert Treat Paine • Elbridge Gerry
- New Hampshire (3 semnatari) • Josiah Bartlett • Matthew Thornton • William Whipple
- Rhode Island (2 semnatari) • William Ellery • Stephen Hopkins
- New York (4 semnatari) • William Floyd • Francis Lewis • Philip Livingston • Lewis Morris
- Georgia (3 semnatari) • Button Gwinnett • Lyman Hall • George Walton
- Virginia (7 semnatari) • Carter Braxton • Benjamin Harrison V • Thomas Jefferson • Richard Henry Lee • Francis Lightfoot Lee • Thomas Nelson, Jr. • George Wythe
- Carolina de Nord (3 semnatari) • Joseph Hewes • William Hooper • John Penn
- Carolina de Sud (4 semnatari) • Thomas Heyward, Jr. • Thomas Lynch, Jr. • Arthur Middleton • Edward Rutledge
- New Jersey (5 semnatari) • Abraham Clark • John Hart • Francis Hopkinson • Richard Stockton • John Witherspoon
- Connecticut (4 semnatari) • Samuel Huntington • Roger Sherman • William Williams • Oliver Wolcott
- Maryland (4 semnatari) • Charles Carroll • Samuel Chase • William Paca • Thomas Stone

Lista statelor (mai exact a numelor coloniilor britanice din America de Nord care s-au declarat independente) este cea din documentul original (de la stânga la dreapta și apoi de sus în jos), dar în prezenta listă semnatarii au fost aranjați alfabetic în cadrul fiecărui stat.